# 阿卜杜勒·瓦希德
阿卜杜勒·瓦希德（1936年11月30日—2022年2月21日），巴基斯坦男子曲棍球运动员。他曾代表巴基斯坦国家队参加1960年夏季奥林匹克运动会曲棍球比赛，获得金牌。